# Litra G
Litra G var et dansk damplokomotiv. Der blev i årene 1884-1901 bygget 65 stk. af denne type lokomotiv. De fik litra nr. G 160 – G 173 og G 601 – G 651.
Længden over puffere inkl. tender var 13,84 meter. Lokomotivet vejede når det var køreklar 29,6 tons for litra G 160 – G 173 og 32,2 tons for Litra G 601 – G 651. Tenderen vejede 21,2 tons for lille vogn og 24,2 tons for stor vogn.
Lokomotivet måtte højst køre 50 km/t. Og det kunne trække et persontog på 310 tons eller et godstog på 480 tons. Hjulstillingen var 0C0 T2.